# Day of the Tentacle
Day of the Tentacle o Maniac Mansion: Day of the Tentacle è un'avventura grafica pubblicata nel 1993 da LucasArts. Seguito di Maniac Mansion, utilizza il motore SCUMM. Nel marzo 2016 Double Fine Productions produce una rimasterizzazione del titolo per Microsoft Windows, MacOS, Linux, PlayStation 4 e PlayStation Vita e nel 2020 per Xbox One.
Al contrario dei titoli precedenti sviluppati dalla LucasArts, tra cui Zak McKracken and the Alien Mindbenders e LOOM, Day of the Tentacle è un videogioco dotato di una trama umoristica e uno stile grafico basato sui cartoni animati. La versione CD-ROM del gioco è dotata di doppiaggio completo delle voci dei personaggi.

## Trama
Day of the Tentacle è ambientato cinque anni dopo le vicende di Maniac Mansion. Dei sette personaggi giocabili del primo capitolo fa la sua ricomparsa solo il nerd Bernard Bernoulli, affiancato da due nuovi amici: il metallaro Hoagie e la studentessa di medicina Laverne. La storia comincia quando una delle due creazioni del dottor Fred Edison, Tentacolo Viola, beve dei rifiuti tossici ottenendo così due braccia: da malvagio ma innocuo (perché poco intelligente), diventa un genio con l'obiettivo della conquista del mondo.
Il compito di Bernard e dei suoi amici è, inizialmente, quello di tornare indietro nel tempo di un giorno con una toilette portatile (il Cron-o-binetto), trasformata dal dr. Fred in macchina del tempo, per spegnere il macchinario che produce i rifiuti e impedire così la mutazione di Tentacolo Viola.
Sfortunatamente, al posto di un diamante vero, il dr. Fred usa un'imitazione: un malfunzionamento della macchina del tempo fa tornare Hoagie duecento anni indietro nel tempo, Laverne duecento anni nel futuro, mentre Bernard rimane nel presente. Hoagie si ritrova al tempo della dichiarazione d'indipendenza degli Stati Uniti ed incontra personaggi storici come George Washington e Benjamin Franklin; Laverne invece si ritrova in un futuro distopico in cui il sogno di conquista del mondo di Tentacolo Viola è diventato realtà, e gli umani sono schiavi dei tentacoli. Entrambi devono trovare una fonte di energia per mettere in funzione le macchine del tempo; Bernard, aiutato dal suo vecchio amico Tentacolo Verde, deve trovare un diamante vero per far tornare gli amici nel presente e sconfiggere Tentacolo Viola.
All'interno del gioco è anche compreso il primo Maniac Mansion: per giocarci basta usare il computer nella stanza del pazzo Ed Edison.

### Interazione storica
In Day of the Tentacle il giocatore interagirà con alcune importanti figure storiche dell'America coloniale, come George Washington, Thomas Jefferson, Benjamin Franklin, John Hancock e Betsy Ross: i loro discendenti (o almeno degli sprite che gli assomigliano) possono essere incontrati nei periodi successivi (il presente e il futuro). I tratti della loro personalità sono esasperati per creare un effetto comico, e alcuni enigmi da risolvere li riguardano in prima persona. Ad esempio, in una sequenza Hoagie deve dare a Washington un sigaro esplosivo per sostituire la sua famosa dentiera con una carnevalesca e futuribile versione a battito automatico, mentre in un'altra dà un disegno di tentacolo a Ross, che lo cuce sulla bandiera statunitense. Dipingendo di rosso i frutti di un albero di kumquat (nella versione Italiana del gioco viene erroneamente tradotto con albero di cachi), il giocatore sfida Washington ad abbattere il finto "ciliegio" così creato, anche qui sfruttando un mito riguardante un episodio della giovinezza di Washington.

## Modalità di gioco
Day of the Tentacle segue la formula delle tradizionali avventure grafiche punta-e-clicca: attraverso l'interfaccia SCUMM, il giocatore controlla direttamente col mouse i vari personaggi e, per interagire con l'ambiente di gioco, basta cliccare prima su una delle azioni scritte sullo schermo (Vai, Usa, Parla ecc...) e poi su un oggetto nell'ambiente di gioco.
Similmente all'originale Maniac Mansion, nel gioco è possibile controllare tre personaggi diversi, anche se la selezione sarà possibile solo dopo un certo punto della trama e non dall'inizio, e inoltre non si potranno incontrare direttamente, essendo in differenti epoche storiche; tuttavia, i protagonisti si potranno scambiare degli oggetti tramite la macchina del tempo del dr. Fred, ed è proprio su dei paradossi temporali che sono basati molti enigmi: ad esempio, abbattendo un albero nel passato questo immediatamente scomparirà nel futuro.
A differenza del precedente capitolo, non è possibile che il personaggio muoia o che venga in qualche modo imprigionato: questo per la filosofia adottata dalla LucasArts (e in particolare dal pensiero di Ron Gilbert) a partire da The Secret of Monkey Island, in base alla quale il gioco non deve punire il giocatore per aver esplorato l'ambiente di gioco.
Day of the Tentacle è stato l'ultimo gioco ad usare la versione dell'interfaccia SCUMM col terzo inferiore dello schermo occupato dall'elenco di azioni e dall'inventario degli oggetti: infatti, nel gioco successivo Sam & Max Hit the Road i verbi spariscono, sostituiti da icone che si scorrono premendo il tasto destro del mouse.

## Nella cultura di massa
Essendo un videogioco della LucasArts, sono presenti numerosi riferimenti ad altri titoli sviluppati dalla stessa casa editrice. In particolare sono presenti esplicite citazioni a Guybrush Threepwood della saga Monkey Island e al coniglio Max. Nel gioco è inoltre presente un casco da Stormtrooper della saga Guerre stellari prodotta da George Lucas.
Riferimenti al videogioco sono presenti in Full Throttle, Sam & Max Hit the Road e Zombies Ate My Neighbors.

## Accoglienza
Nel 2001 Day of the Tentacle conquista la prima posizione nella classifica stilata da Adventure Gamers dei migliori videogiochi d'avventura. Il videogioco viene incluso nelle liste dei 100 migliori giochi secondo IGN nel 2005 e nel 2007. Sempre IGN lo include nella lista dei migliori videogiochi d'avventura prodotti da LucasArts. Secondo GameSpot è considerato uno dei migliori giochi di tutti i tempi.